# أدمنتيوم

صورة لوولفرين وهو يخرج الأشواك المصنوعة من الأدمنتيوم.

الأدمنتيوم (بالإنجليزية: Adamantium)‏ هو معدن خيالي مستخدم في هيكل وولفرين العظمي وفي أشواكه الثلاثة.
وهي أيضًا في أشواك إستنساخ وولفرين الأنثوي إكس-23.

صورة لكابتن أميركا وهو يمسك الدرع المصنوع من الأدمنتيوم

والأدمنتيوم هو أيضًا مستخدم في صنع الدرع الخاص بكابتن أميركا.